# Pyrausta langdonalis
Pyrausta langdonalis là một loài bướm đêm trong họ Crambidae.